# بوترزفيل (ميزوري)
بوترزفيل (بالإنجليزية: Pottersville) هي إحدى المجتمعات الفردية (غير مصنفة) في ولاية ميزوري في الولايات المتحدة الأمريكية.